# Сарычобан
Сарычоба́н (азерб. Sarıçoban) — село в Агдамском районе Азербайджана.

## История
Село основано в начале XX века переселенцами из одноимённого села, расположенного в Эриванской губернии.
В 1926 году согласно административно-территориальному делению Азербайджанской ССР село относилось к дайре Хиндристан Агдамского уезда.
После реформы административного деления и упразднения уездов в 1929 году был образован Хындрыстанский сельсовет в Агдамском районе Азербайджанской ССР.
Согласно административному делению 1961 и 1977 года село Сарычобан входило в Хындрыстанский сельсовет Агдамского района Азербайджанской ССР.
В 1999 году в Азербайджане была проведена административная реформа и был учрежден Хындрыстанский муниципалитет Агдамского района, куда и вошло село.

## География
Неподалёку от села протекает река Хачинчай.
Село находится в 27 км от райцентра Агдам в 7 км от временного райцентра Кузанлы и в 336 км от Баку. Ближайшая ж/д станция — Тазакенд.
Высота села над уровнем моря — 252 м.

## Население
| Численность населения |
| 1979                  |
| --------------------- |
| 490                   |

## Климат
В селе холодный семиаридный климат.